# Chrysogrammitis
Chrysogrammitis, rod pravih paprati (papratnice) iz potporodice Grammitidoideae,. dio porodice Polypodiaceae, red Polypodiales. Kew ovaj rod tretira kao sinonim za Grammitis.
Postoje 2 vrste u tropskoj Aziji. Rod je opisan u Kew Bulletin 53(4): 909. 1998. Tipična je epifit Chrysogrammitis glandulosa (J. Sm.) Parris.

## Vrste
1. Chrysogrammitis glandulosa (J.Sm.) Parris
2. Chrysogrammitis musgraviana (Baker) Parris

## Sinonimi
Nema